# Los ricos también lloran (2022)
Los ricos también lloran (no Brasil: Os Ricos Também Choram) é uma telenovela mexicana produzida por W Studios e Carlos Bardasano para TelevisaUnivision, sendo exibida no Las Estrellas entre 21 de fevereiro a 13 de maio de 2022, substituindo Si nos dejan e sendo substituida por El último rey 2, em 60 capítulos.
É um reboot do clássico homônimo de 1979, e é a quarta produção da franquia de Fábrica de sueños.
Protagonizada por Sebastián Rulli e Claudia Martín e antagonizada por Fabiola Guajardo, Azela Robinson, Víctor González, Arturo Barba, Thali García e Luis Gatica e com atuações estelares de Alejandra Barros e Dalilah Polanco, e participações dos primeiros atores Guillermo García Cantú e Sergio Reynoso.

## Enredo
Permeada por drama e romance, a trama acompanha a trajetória de Mariana (Claudia Martín), uma jovem corajosa e humilde que lida com a solidão e o desamparo desde que perdeu a madrinha. Paralelamente, os membros da rica e aparentemente glamourosa família Salvatierra precisam lidar com os seus dramas pessoais. Luis (Sebastián Rulli) enfrenta o desprezo do próprio pai, Alberto (Guillermo García Cantú), um dos empresários mais poderosos do México.
Um dia, a pedido do padre Guillermo (Henry Zakka), Alberto consegue para Mariana uma oportunidade no Consorcio Salvatierra. Ela, muito agradecida, comparece ao RH da empresa e acaba sendo assediada pelo chefe do departamento. No estacionamento do edifício, depara-se com Alberto convulsionando após uma discussão com Luis e o socorre.
Ao chegar em casa, Mariana acaba sendo despejada pelo senhorio e, grato pela ajuda da moça, Alberto a acolhe em sua casa, além de demitir o chefe de recursos humanos e a contratar diretamente para trabalhar na Salvatierra. No casarão da família, Mariana conhece Luis e os dois acabam se apaixonando. Ele, além de se atrair por várias virtudes de Mariana, encontra nela um amor verdadeiro e sincero. Agora o romance dos dois terá que romper a barreira do preconceito social, passando por tragédias, mortes, intrigas e segredos.

## Produção
A produção foi anunciada em outubro de 2018, como parte da franquia Fabrica de sueños e, em 2021, confirmada para ser lançada no ano seguinte.
As gravações começaram em 20 de setembro de 2021, revelando a identidade dos protagonistas e o restante do elenco.  Diferentemente das outras produções da franquia, que tiveram entre 25 e 27 episódios, a série contou com 60 episódios de 45 minutos, em média. 

## Elenco
- Sebastián Rulli - Luis Alberto Salvatierra Suárez
- Claudia Martín - Mariana Villarreal Arellano de Salvatierra / Mariana Montenegro Arellano
- Fabiola Guajardo - Soraya Montenegro Méndez
- Guillermo García Cantú - Don Alberto Salvatierra Ruiz
- Azela Robinson - Elena Suárez
- Alejandra Barros - Daniela Montesinos de Salvatierra
- Víctor González - León Alfaro
- Arturo Barba - Víctor Millán
- Thali García - Sofía Mandujano de López
- Sergio Reynoso - Ramiro Domínguez
- Dalilah Polanco - Chabela Pérez de Domínguez
- Luis Gatica - Osvaldo Valdivia
- Arturo Carmona - Pedro Villarreal García
- Ariel López Padilla - Efrain Torres
- Sachi Tamashiro - Dra. Altamira
- María Fernanda García - Sandra
- Agustín Arana - el Dr. Stramesi

## Audiência
| Horário               | # Eps. | Estreia                 | Estreia           | Final              | Final           | Posição | Temporada | Classificação geral |
| Horário               | # Eps. | Data                    | Primeiro capítulo | Data               | Último capítulo | Posição | Temporada | Classificação geral |
| --------------------- | ------ | ----------------------- | ----------------- | ------------------ | --------------- | ------- | --------- | ------------------- |
| Segunda – Sexta 21h30 | 60     | 21 de fevereiro de 2022 | 4.1               | 13 de maio de 2022 | 3.7             | #1      | 2022      | 3.51                |

## Exibição no Brasil
A novela foi lançada em 19 de setembro de 2022 na plataforma de streaming Globoplay, sendo o oitavo título mexicano a ser disponibilizado pelo serviço.